# Valle del Esgueva
Die Comarca Valle del Esgueva ist eine der acht Comarcas in der Provinz Valladolid der autonomen Gemeinschaft Kastilien und León.
Sie umfasst 19 Gemeinden auf einer Fläche von 553,18 km² mit dem Hauptort Renedo de Esgueva.

## Gemeinden
| Gemeinde                   | Einwohner (2024) | Fläche km² | Dichte Einw./km² | Cod INE | Postleitzahl |
| -------------------------- | ---------------- | ---------- | ---------------- | ------- | ------------ |
| Amusquillo                 | 99               | 15,91      | 6                | 47009   | 47177        |
| Canillas de Esgueva        | 73               | 23,52      | 3                | 47034   | 47185        |
| Castrillo-Tejeriego        | 152              | 35,92      | 4                | 47039   | 47329        |
| Castronuevo de Esgueva     | 393              | 29,20      | 13               | 47044   | 47171        |
| Castroverde de Cerrato     | 189              | 32,46      | 6                | 47047   | 47182        |
| Encinas de Esgueva         | 218              | 30,85      | 7                | 47060   | 47186        |
| Esguevillas de Esgueva     | 258              | 41,52      | 6                | 47061   | 47176        |
| Fombellida                 | 175              | 36,13      | 5                | 47062   | 47184        |
| Olivares de Duero          | 327              | 29,33      | 11               | 47103   | 47359        |
| Olmos de Esgueva           | 197              | 24,84      | 8                | 47105   | 47173        |
| Piña de Esgueva            | 310              | 29,96      | 10               | 47117   | 47175        |
| Renedo de Esgueva          | 3.972            | 29,05      | 137              | 47133   | 47170        |
| Torre de Esgueva           | 62               | 23,60      | 3                | 47169   | 47183        |
| Villabáñez                 | 507              | 51,03      | 10               | 47195   | 47329        |
| Villaco                    | 75               | 15,93      | 5                | 47200   | 47181        |
| Villafuerte                | 86               | 26,20      | 3                | 47206   | 47180        |
| Villanueva de los Infantes | 112              | 19,17      | 6                | 47221   | 47174        |
| Villarmentero de Esgueva   | 102              | 13,45      | 8                | 47224   | 47172        |
| Villavaquerín              | 145              | 45,11      | 3                | 47226   | 47329        |
| Comarca Valle del Esgueva  | 7.452            | 553,18     | 13               | –       | –            |